# Agelaia
Agelaia är ett släkte av getingar. Agelaia ingår i familjen getingar.

## Dottertaxa tillAgelaia, i alfabetisk ordning[1]
- Agelaia acreana
- Agelaia angulata
- Agelaia angulicollis
- Agelaia areata
- Agelaia baezae
- Agelaia brevistigma
- Agelaia cajennensis
- Agelaia centralis
- Agelaia constructa
- Agelaia cornelliana
- Agelaia electra
- Agelaia flavipennis
- Agelaia fulvofasciata
- Agelaia hamiltoni
- Agelaia lobipleura
- Agelaia melanopyga
- Agelaia meridionalis
- Agelaia multipicta
- Agelaia myrmecophila
- Agelaia nebularum
- Agelaia ornata
- Agelaia pallidiventris
- Agelaia pallipes
- Agelaia panamensis
- Agelaia pleuralis
- Agelaia silvatica
- Agelaia testacea
- Agelaia timida
- Agelaia vicina
- Agelaia xanthopus
- Agelaia yepocapa